# Lymanske (Melitopol)
Lymanske (ukrainisch Лиманське; russisch Лиманское Limanskoje) ist ein Dorf im Süden der ukrainischen Oblast Saporischschja mit etwa 180 Einwohnern (2001).
Das 1820 gegründete Dorf hieß bis 1978 Кучугури Kutschuhury und erhielt dann seinen heutigen Namen.
Lymanske liegt auf einer Höhe von 8 m auf einer Halbinsel zwischen dem Molotschna- und dem Utljuk-Liman nahe dem Nordufer des Asowschen Meeres. Die einzige Straße in Lymanske ist die Territorialstraße Т– 08–20 über die das Gemeindezentrum Kyryliwka nach 8 km in südliche Richtung und das ehemalige Rajonzentrum Jakymiwka nach 34 km in nördliche Richtung zu erreichen ist. Das Oblastzentrum Saporischschja befindet sich 180 km nördlich vom Dorf.
Am 3. Juli 2017 wurde das Dorf ein Teil der neugegründeten Siedlungsgemeinde Kyryliwka, bis dahin war es ein Teil der Siedlungsratsgemeinde Kyryliwka (Кирилівська селищна рада/Kyryliwska selyschtschna rada) im Süden des Rajons Jakymiwka.
Seit dem 17. Juli 2020 ist sie ein Teil des Rajons Melitopol.

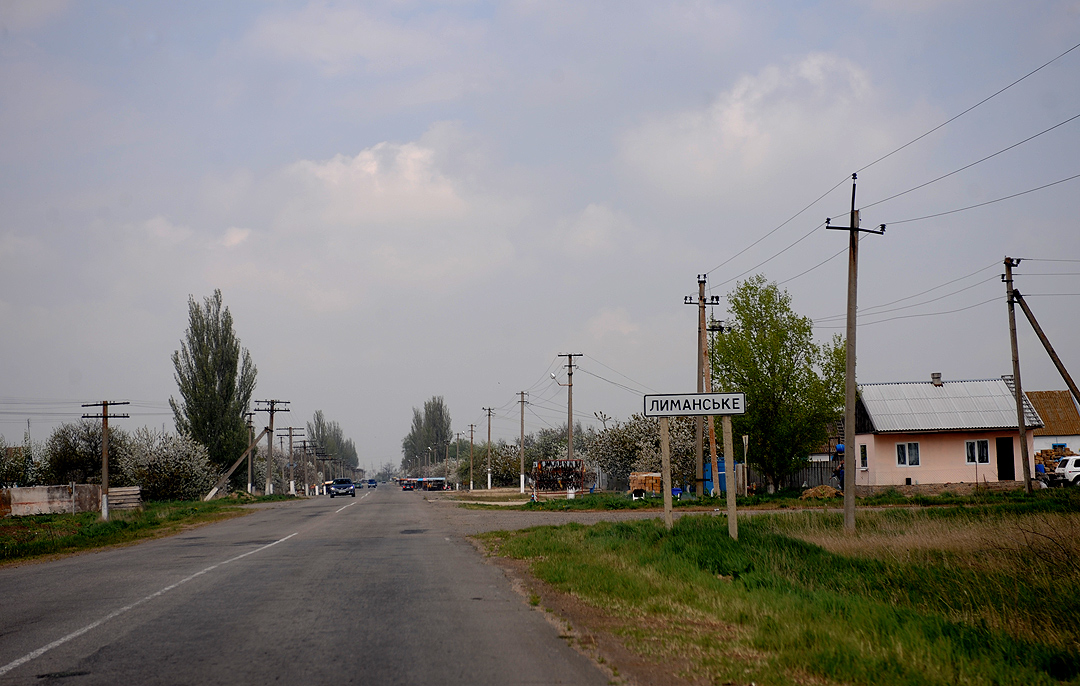
Ortseingang
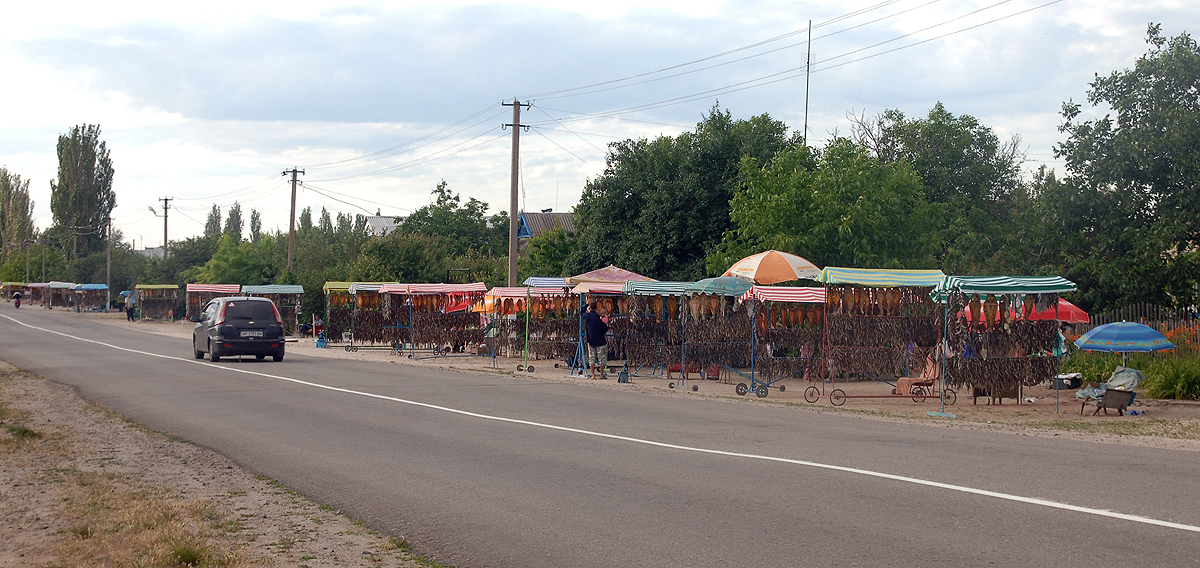
Fischverkausstände am Straßenrand
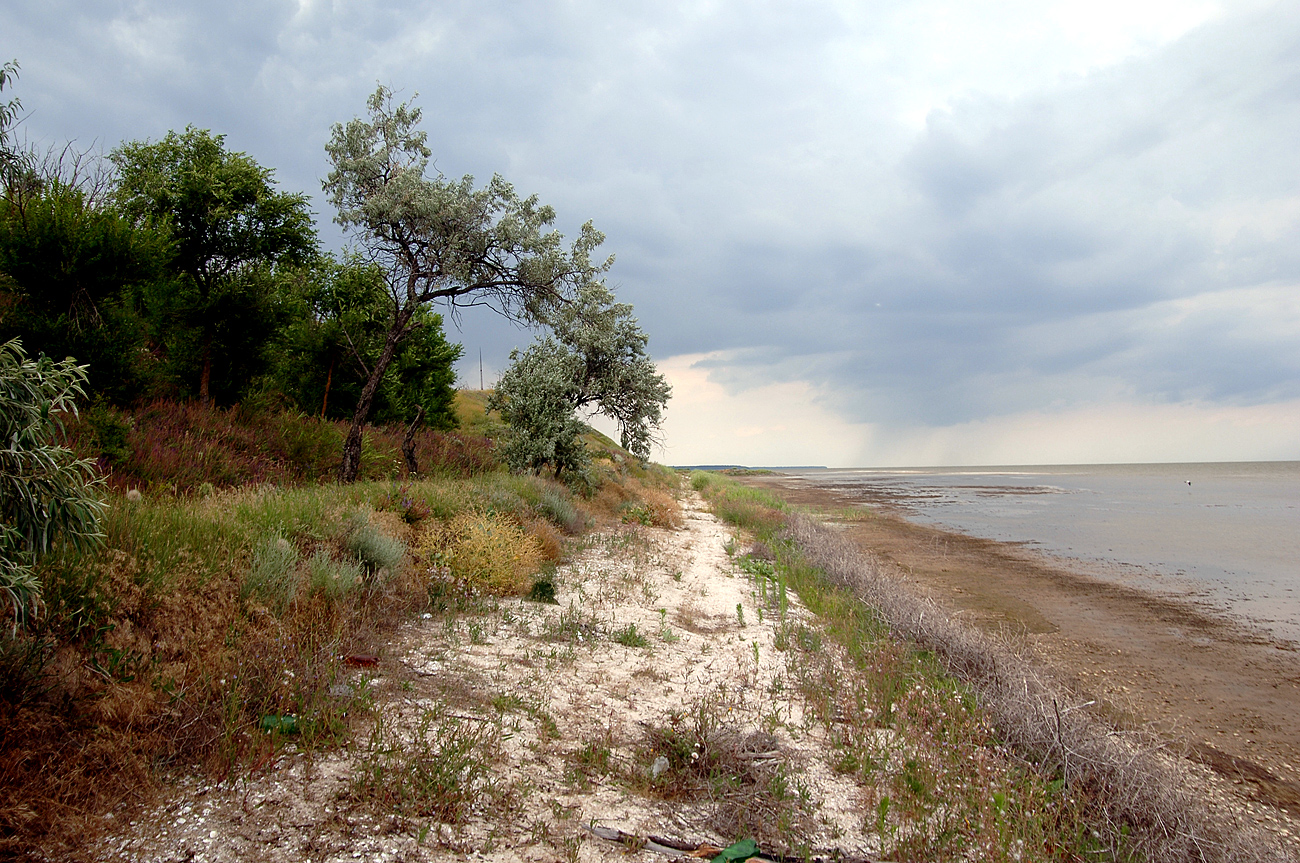
Molotschna-Liman bei der Ortschaft